# Dinotoperla pseudodolichoprocta
Dinotoperla pseudodolichoprocta är en bäcksländeart som beskrevs av Günther Theischinger 1982. Dinotoperla pseudodolichoprocta ingår i släktet Dinotoperla och familjen Gripopterygidae. Inga underarter finns listade i Catalogue of Life.